# Macropsis vestita
Macropsis vestita är en insektsart som beskrevs av Ribaut 1952. Macropsis vestita ingår i släktet Macropsis och familjen dvärgstritar. Inga underarter finns listade i Catalogue of Life.